# 17 грудня
17 грудня — 351-й день року (352-й у високосні роки) у григоріанському календарі. До кінця року залишається 14 днів.

## Свята і пам'ятні дні

### Міжнародні
- Міжнародний день боротьби з насильством по відношенню до секс-працівників або Всесвітній день захисту секс-працівниць від насильства і жорстокості.

### Національні
- Україна: День працівника державної виконавчої служби.
- Білорусь: День білоруського кіно.
- Бутан: Національний день.
- Бахрейн: День приєднання.
- Куба: День Святого Лазаря.

### Релігійні

#### Західне християнство
- Пам’ять пророка Даниїла;
- Пам'ять Лазаря Чотириденного;
- Пам'ять святих Вівіни[en], Йоана де Мата[en], Олімпіади[en], Стурма[en], Хосепа Маньянета і Вівеса[en].

#### Східне християнство[1]
- Пам’ять пророка Даниїла та трьох отроків: Ананії, Азарії і Мисаїла;
- Пам’ять преподобного сповідника Даниїла, у схимі Стефана.

## Іменини
✝  Католицькі: Вівіна, Йоана, Лазар, Олімпіада, Стурм, Хосеп.
✙ Православні: Азарія, Ананія, Даниїл, Мисаїл, Стефан.

## Події
- 1538 — Папа Римський Павло III відлучив від Церкви англійського короля Генріха VIII.
- 1668 — на старшинській раді в Новгороді-Сіверському Дем'ян Многогрішний обраний гетьманом.
- 1777 — Франція визнала незалежність британських колоній в Північній Америці (майбутніх Сполучених Штатів Америки).
- 1790 — У Мексиці знайшли камінь з календарем ацтеків.
- 1872 — у приміщенні школи сестер Ліндфорс (вул. Фундуклеївська, 21) відбулася перша вистава українського музичного театру в Києві — «Чорноморці» (автор — М.Лисенко; постановник — М.Старицький, він же — автор лібрето за мотивами твору Я.Кухаренка).
- 1885 — французький уряд оголосив про встановлення свого протекторату над Мадагаскаром, колонізація якого почалась у XVII столітті.
- 1895 — У США запатентували машину для виробництва шпагату.
- 1897 — На Харківському паровозобудівному заводі збудували перший український паровоз.
- 1903 — Орвілл Райт здійснив перший у світі політ на літаку, важчому за повітря, сконструйованому ним разом зі своїм братом Вілбером. Політ тривав 12 секунд.[2]
- 1917 — Українська Центральна Рада отримала урядову телеграму з Петрограда від Ради Народних Комісарів, в якій зазначалося, що уряд радянської Росії «визнає Українську Народну Республіку, її право цілком відокремитися від Росії… зараз же, без обмеження та безумовно». Водночас до Центральної Ради було висунуто ультимативні вимоги пропустити більшовицькі війська на Південний фронт для боротьби з Каледіним, не пропускати білогвардійські війська, що рухаються на Дон і Урал та припинити роззброєння Червоної гвардії.
- 1917 — Розпочав роботу Всеукраїнський з'їзд робітничих, солдатських і селянських депутатів, який підтримав Українську Центральну Раду. 20 грудня з'їзд відкинув ультиматум петроградської Ради Народних Комісарів, що стало приводом для українсько-більшовицької війни.
- 1917 — проголошено Радянську республіку матросів та будівельників.
- 1920 — летовище Схіпхол в Амстердамі почали використовувати для прийому літаків цивільної авіації (нині — головний аеропорт Голландії)
- 1957 — США провели перше успішне випробування міжконтинентальної балістичної ракети «Атлас».
- 1962 — Відбувся перший виступ Beatles на телебаченні — на каналі Granada TV вони виконали пісню Love Me Do
- 1982 — на екрани США вийшов фільм Сідні Поллака «Тутсі» за участю Джессіки Ланж і Дастіна Гоффмана у головних ролях (у Каліфорнії прем'єра відбулася 1 грудня[3]).
- 1984 — Генеральна Асамблея ООН ухвалила резолюцію «Про неприпустимість політики державного тероризму та будь-яких дій держав, які спрямовані на підрив суспільно-політичного устрою в інших суверенних державах».
- 1986 — У Кембриджському шпиталі вперше в історії медицини здійснено одночасну пересадку серця, печінки та легенів.
- 1989 — На телеканалі Fox (США) відбулась прем'єра мультсеріалу «Сімпсони».
- 1990 — У Москві почався IV з'їзд народних депутатів СРСР, у перший же день якого прозвучала вимога відставки президента Михайла Горбачова.
- 1992 — Депутати Федеральних зборів Чехо-Словаччини ухвалили постанову про припинення з 1 січня 1993 року існування Чехо-Словацької Федеративної Республіки й утворення держав-спадкоємниць — Чехії та Словаччини.
- 1992 — У Вашингтоні, Оттаві та Мехіко підписано Угоду про Північноамериканську зону вільної торгівлі — (NAFTA).
- 1996 — У столиці Перу Лімі члени ліворадикального руху Тупак Амару захопили в заручники 490 високопоставлених гостей посла Японії і погрожували їх убити. Лише через 5 місяців поліція визволила заручників і знищила терористів.
- 1998 — США і Велика Британія завдали авіаційні удари по Іраку під приводом відмови того співпрацювати зі спеціальною комісією ООН з питання контролю над іракським озброєнням. Таке ускладнення міжнародної ситуації дозволило відкласти призначене наступного дня голосування в Конгресі США щодо імпічменту президента Білла Клінтона.
- 2003 — У світовий прокат вийшов фільм «Володар перснів: Повернення короля», останній із трилогії, невдовзі щедро відзначений «Оскарами».
- 2010 — Європейський Союз офіційно схвалив заявку Чорногорії про вступ до Європейського Союзу.

## Народились
Дивись також Категорія:Народились 17 грудня
- 1749 — Доменіко Чімароза, італійський композитор, один із найяскравіших представників опери-буф.
- 1778 — Гемфрі Деві, британський фізик і хімік, один із засновників електрохімії, винахідник гірничої лампи.
- 1797 — Джозеф Генрі, американський фізик, дослідник електромагнетизму, перший директор Смітсонівського інституту.
- 1830 — Жуль де Ґонкур, французький письменник.
- 1853 — Еміль Ру, французький мікробіолог, виділив дифтерійний токсин та розробив антидифтерійну сироватку, співавтор однієї з перших праць про віруси.
- 1866 — Євген Буковецький, український живописець, ініціатор створення Товариства художників імені Киріака Костанді.
- 1870 — Андрій Алиськевич, український педагог, науковий і громадський діяч.
- 1873 — Форд Медокс Форд, англійський романіст, поет, критик; зіграв важливу роль у розвитку англійської літератури початку 20-го століття.
- 1877 — Данило Щербаківський, етнограф, дослідник українського народного мистецтва, археолог і музейний діяч.
- 1887 — Йозеф Лада, чеський графік, ілюстратор творів Ярослава Гашека.
- 1903 — Ерскін Колдвелл, американський письменник.
- 1905 — Сімо Гяюгя, фінський снайпер на прізвисько Біла смерть, що воював у Зимову війну та вбив близько 500 радянських солдатів, ставши найбільш результативним снайпером в історії.
- 1908 — Віллард Франк Ліббі, американський хімік, творець методу радіовуглецевого датування, що використовують в археології й антропології (1947), лауреат Нобелівської премії 1960 року.
- 1908 — Юрій Шевельов (Шерех), український славіст-мовознавець, історик літератури, письменник, критик, академік Національної академії наук України.
- 1924 — Отар Коберідзе, грузинський актор, кінорежисер і сценарист.
- 1930 — Боб Гуччіоне, засновник журналу для чоловіків Penthouse.
- 1936 — Франциск, 266-ий Папа Римський.
- 1939 — Едді Кендрікс, учасник американської гурту «The Temptations», член Залу слави рок-н-роллу.
- 1945 — Ерні Гадсон, американський актор.
- 1945 — Джаклін Вілсон, англійська письменниця.
- 1946 — Юджин Леві, канадський письменник, співак, комедійний актор.
- 1947 — Микола Азаров, український політичний діяч російського походження. Покинув Україну на фоні подій 2014 року.
- 1947 — Вес Стьюді, американський кіноактор, індіанець з народу черокі.
- 1953 — Білл Пуллман, американський актор.
- 1963 — Сергій Кульчицький, український воєначальник, учасник війни на Донбасі. Герой України.
- 1965 — Ігор Кутєпов, український футбольний воротар, володар Кубка СРСР, чемпіон України.
- 1969 — Олександр Аніщенко, офіцер Служби безпеки України, учасник антитерористичної операції на сході України. Герой України.
- 1972 — Лорі Голден, американська акторка.
- 1974 — Ніка Турбіна, талановита ялтинська поетеса, відома своїми віршами, які написала в ранньому віці.
- 1975 — Міла Йовович, французька й американська акторка українського походження (уродженка Києва).
- 1977 — Кетрін Винник (Катерина Анна Винницька), канадська акторка і режисерка українського походження, майстер бойових мистецтв.
- 1977 — Марія Брінк, американська співачка, що виконує пісні у жанрах метал та металкор.
- 1978 — Менні Пак'яо, філіппінський професійний боксер, який виступав у вагових категоріях від першої найлегшої до першої середньої. Багаторазовий чемпіон світу в 8 вагових категоріях.

## Померли

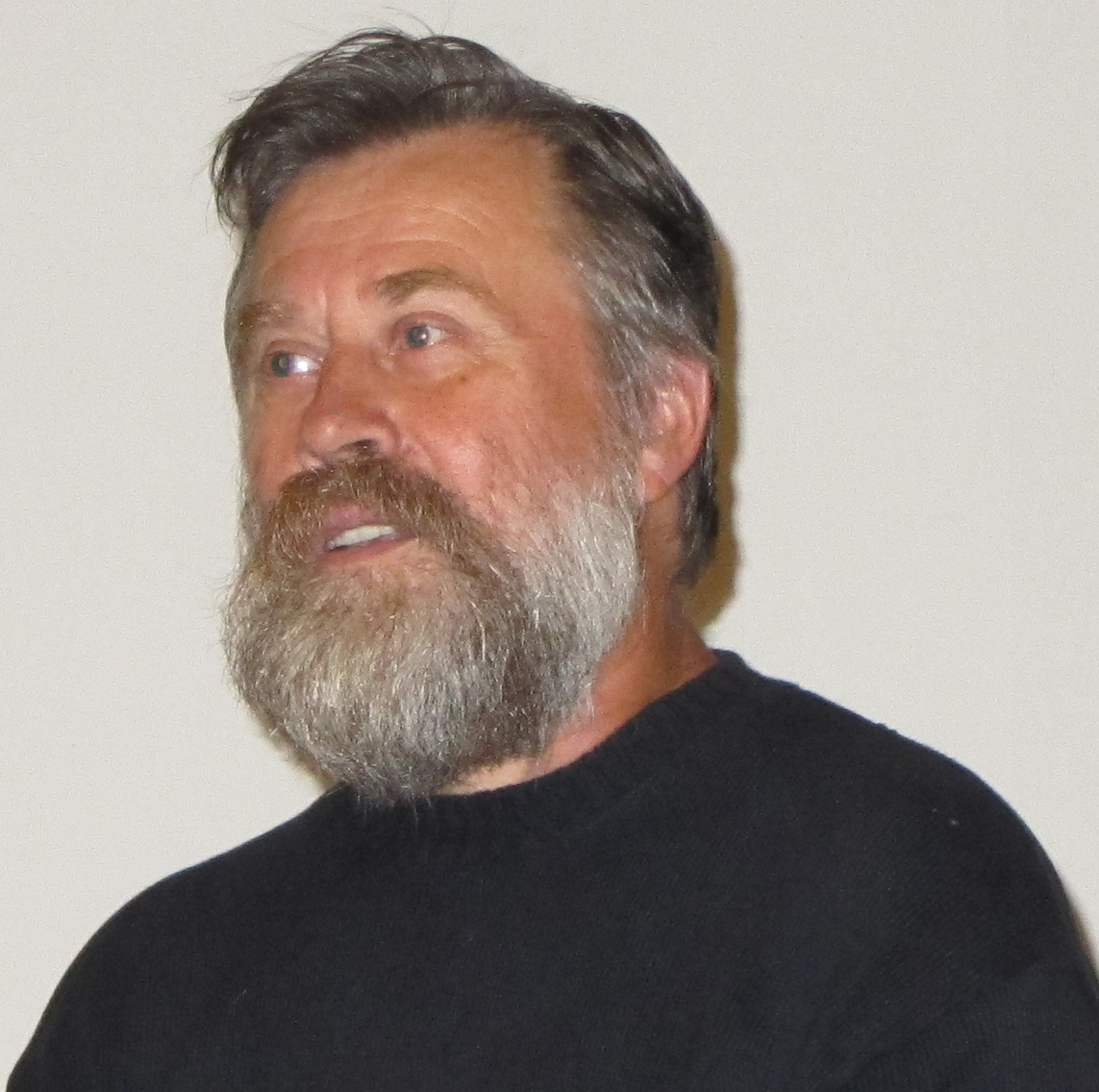
Олег Лишега

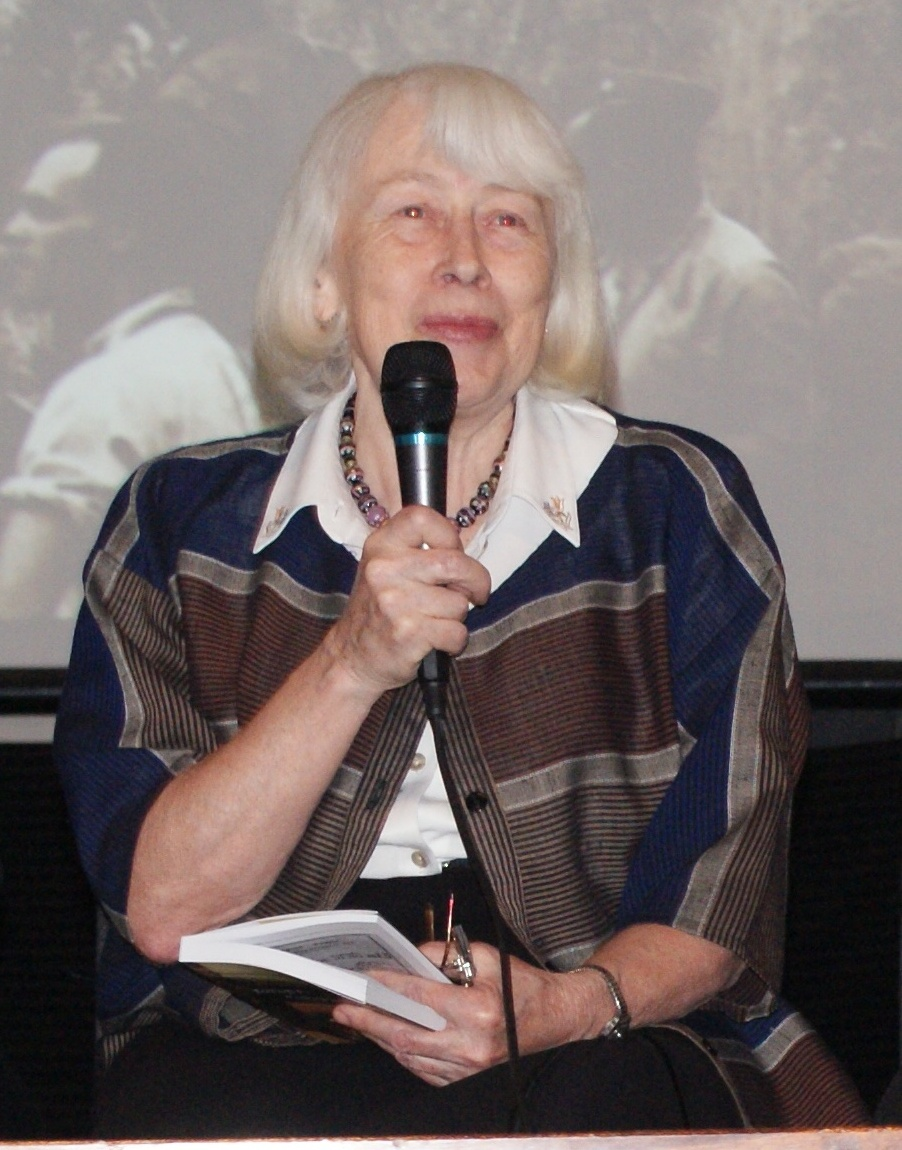
Стефанія Шабатура

Святослав Караванський

Дивись також Категорія:Померли 17 грудня
- 1273 — Джалаледдін Румі, класик перської поезії, філософ-суфій.
- 1830 — Сімон Болівар, керівник боротьби за незалежність іспанських колоній в Південній Америці. 1825 року на його честь було названо створену у Верхньому Перу державу — Республіку Болівія.
- 1857 — Френсіс Бофорт, ірландський гідрограф та картограф, адмірал.
- 1870 — Саверіо Меркаданте, італійський композитор епохи класицизму та ранньої романтизму.
- 1881 — Льюїс Генрі Морган, американський історик і етнограф, основоположник наукової антропології, автор капітальної праці «Дослідження розвитку людства від дикості через варварство до цивілізації», в якій було закладено основи теорії розвитку родового укладу і власності та викладено теорію еволюції сім'ї та шлюбу.
- 1933 — Далай-лама XIII, духовний і світський глава Тибету.
- 1954 — Зоф'я Налковська, польська письменниця, журналістка, публіцистка і драматург.
- 1962 — Томас Мітчелл, американський актор, драматург та сценарист.
- 1964 — Віктор Франц Гесс, австро-американський фізик, лауреат Нобелівської премії.
- 1973 — Чарльз Грілі Аббот, американський астроном.
- 1982 — Леонід Коган, видатний український, радянський скрипаль та педагог. Один з найяскравіших представників радянської скрипкової школи.
- 1987 — Маргеріт Юрсенар, французька письменниця. Перша жінка — член Французької академії.
- 1992 — Ґюнтер Андерс, австрійський письменник, активний учасник всесвітнього антиядерного і антивоєнного руху.
- 2011 — Сезарія Евора, кабовердійська співачка.
- 2014 
  - Олег Лишега, український поет, драматург і перекладач.
  - Стефанія Шабатура, український митець-килимар, багаторічний політв'язень радянських часів.
- 2016 — Святослав Караванський, український мовознавець, поет, перекладач, журналіст, автор самвидаву. Багатолітній в'язень концтаборів СРСР 1944–1960, 1965–1979. Член ОУН.
- 2024 — Ігор Кирилов, російський воєначальник, військовий злочинець. Герой праці Російської Федерації.